# Bo Montelius
Bertil Bo Hjalmar Montelius, född 17 november 1933 i Helsingfors i Finland, död 12 september 2018 i Limhamn i  Skåne, var en svensk skådespelare och regissör.

## Biografi
Bo Montelius är son till Hjalmar Montelius, som hade egen revisionsfirma i Stockholm, och hans andra hustru Saga, ogift Haglund, som var född i Finland. Farfadern Knut Johan Montelius var psalmförfattare. Brodern Mons Montelius är far till författaren och miljörådgivaren Magnus Montelius och dramatikern Martina Montelius. Scenografen Olle Montelius är hans kusin. De tillhör släkten Montelius från Uppland.
Bo Montelius växte upp i Stockholm med skolgång på Norra Latin, ett år på Gösta Terserus teaterskola och sedan Dramatens elevskola. Efter examen därifrån 1958 frilansade han som skådespelare, främst på turné med Riksteatern. 1964 bosatte han sig i Peking, där han översatte bildtidningen China Pictorial till svenska.
Efter två år återvände han till Sverige och arbetade som skådespelare vid Norrbottensteatern i Luleå. Han läste sedan psykologi i Stockholm under tre års tid. Sedan frilansade han åter som skådespelare i olika sammanhang, däribland ett år på Arena teaterbåt, varefter han återvände till Norrbottensteatern för en andra period som kom att bli tre år.
1985 bosatte han sig i Malmö där han bland annat regisserat borggårdsspel och gjort enmansföreställningar.
Första gången var han gift 1960–1976 med Barbro Svensson (född 1938) med vilken han fick två barn: filmaren Hans Montelius (född 1966) och Claudia Montelius (född 1970). Andra gången gifte han sig 1988 med Lenalis Tomasson (född 1945). Efter skilsmässa blev han på 1990-talet sambo med Birgitta Sigurdson.

## Filmografi
- 1955 – Blockerat spår
- 1955 – Så tuktas kärleken
- 1958 – Äventyr med gammal bil
- 1965 – Flygplan saknas
- 1972 – Du gamla, du fria
- 1974 – Landshövdingen
- 1978 – Streber
- 1979 – Den nya människan
- 1980 – Sinkadus (TV-serie)
- 1981 – Olsson per sekund eller Det finns ingen anledning till oro
- 1990 – Gränslots

## Teater

### Roller (ej komplett)
| År   | Roll                   | Produktion                                                               | Regi             | Teater                   |
| ---- | ---------------------- | ------------------------------------------------------------------------ | ---------------- | ------------------------ |
| 1959 | Juryman 12             | Tolv edsvurna män (12 Angry Men) Reginald Rose                           | Johan Falck      | Helsingborgs stadsteater |
| 1959 |                        | Rika morbror August Blanche                                              | Lars Hofgård     | Munkbroteatern           |
| 1960 | Petrucchio (inhoppare) | Så tuktas en argbigga (The Taming of the Shrew) William Shakespeare      | Sandro Malmquist | Riksteatern              |
| 1963 |                        | Ung och grön (Salad Days) Julian Slade och Dorothy Reynolds              | Ernst Günther    | Wasa Teater              |
| 1969 | Ede                    | Tolvskillingsoperan (Die Dreigroschenoper) Kurt Weill och Bertolt Brecht | Alf Sjöberg      | Dramaten                 |
| 1974 |                        | Huvudsaken är att kämpa väl? Lars Molin                                  | Christian Lund   | Norrbottensteatern       |
| 1975 |                        | Dalbotten u.p.a Arly Johansen                                            | Christian Lund   | Norrbottensteatern       |
| 1975 | Medverkande            | Revyn Lars Molin och Bo Montelius                                        | Christian Lund   | Norrbottensteatern       |
| 1976 |                        | I väntan på Bardot Lars Björkman och Sigvard Olsson                      | Christian Lund   | Norrbottensteatern       |
| 1976 | Josef Schmidt          | Den heliga familjen Rudolf Värnlund                                      | Christian Lund   | Norrbottensteatern       |
| 1984 | Fjodor Ilitj Kulygin   | Tre systrar (Три сeстры, Tri sestry) Anton Tjechov                       | Göran Nilsson    | Norrbottensteatern       |